# Alopatia

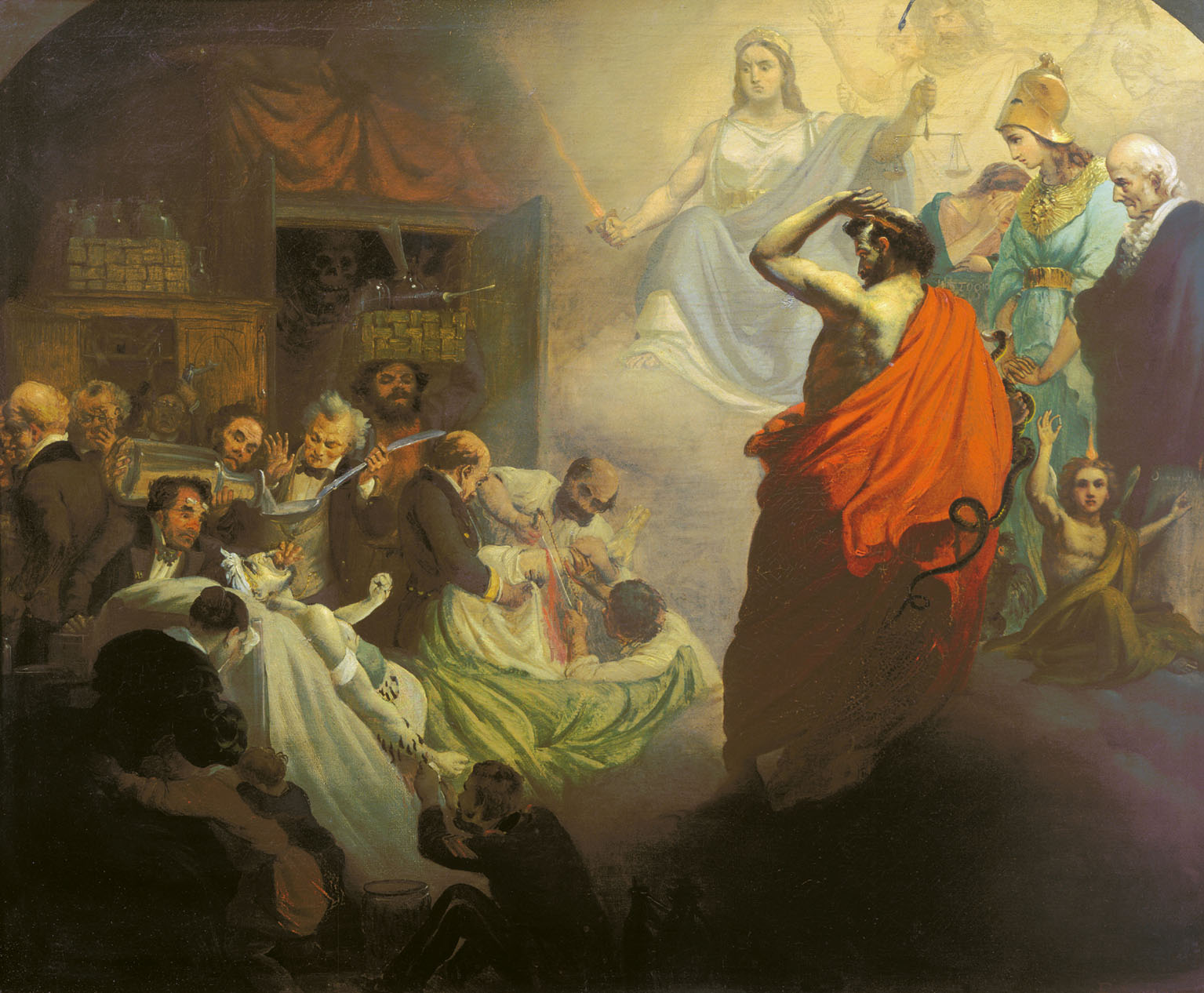
Pintura alegórica de Alexandre Egorovich Beideman (1857) mostrando o horror com que a Homeopatia e Samuel Hahnemann contemplavam a medicina da época.

Alopatia é um termo introduzido em 1810 por Samuel Hahnemann, criador da Homeopatia, para descrever técnicas de tratamento que sigam o princípio "Contraria contrariis curantur" (contrários são curados por contrários) que seria oposto ao "Similia similibus curantur" (semelhantes são curados por semelhantes), base terapêutica da homeopatia.
Originalmente era usado pelos homeopatas do século XIX como termo derrogatório para se referir à medicina heroica praticada na Europa da época. Uma forma de medicina anterior aos métodos modernos, não era uma forma de medicina baseada em evidências, mas na crença de que as doenças eram causadas por um "desbalanço dos humores", e buscava tratar os sintomas das doenças corrigindo este desbalanço, usando métodos muitas vezes considerados severos e cruéis para induzir sintomas vistos como opostos aos das doenças. Em vez de tratar das suas causas subjacentes, as doenças eram vistas como o excesso de um dos humores, e então era tratada com o seu "oposto".
Atualmente "medicina alopática" é uma expressão usada normalmente por homeopatas e defensores de outras formas de medicina alternativa para se referirem à utilização, por parte da medicina convencional, de agentes farmacologicamente ativos ou intervenções físicas, com o objetivo de tratar doenças, suprimir sintomas ou processos fisiopatológicos.
O termo geralmente se refere à medicina atual, ou convencional, de bases científicas, em contraste à medicina alternativa. Nunca foi aceite como um termo científico prevalecente, tendo sido adotado pelos defensores da medicina alternativa para se referirem pejorativamente à medicina convencional. Nestes círculos, a expressão "medicina alopática" é ainda usada para se referirem a um "grupo alargado de categorias de práticas médicas que por vezes também é dado o nome de medicina ocidental, biomedicina, medicina baseada em evidências, medicina moderna".

## Etimologia
O termo foi criado unindo-se o prefixo grego állos (ἄλλος: "outro", "diferente") com o sufixo páthos (πάϑος: "sofrimento", modernamente usado tanto como "doença" quanto como "tratamento") são termos criados no início do século XIX por Samuel Hahnemann, o fundador da homeopatia.

## História
A prática da medicina na Europa e na América do Norte durante o começo do século XIX é por vezes chamada de medicina heroica por causa das medidas extremas (como a sangria por vezes empregada no esforço para tratar doenças). O termo alopata foi usado por Hahnemann e outros homeopatas para assinalar a diferença que eles entendiam que existia entre a homeopatia e a medicina daquele tempo.
Com o termo alopatia, Hahnemann pretendia assinalar a forma como os médicos com formação convencional empregavam procedimentos terapêuticos que, segundo o seu ponto de vista, apenas tratavam os sintomas ignorando a desarmonia que resultava da doença subjacente. Os homeopatas viam este tratamento sintomático como o "tratamento por opostos" e acreditavam que este método tradicional era prejudicial para os pacientes.
Os profissionais de medicina alternativa usavam o termo "medicina alopática" para se referirem à prática da medicina convencional na Europa e nos Estados Unidos desde o século XIX. O termo alopatia foi usado durante o século XIX como um termo pejorativo para os praticantes da medicina heroica, precursora da medicina moderna que não dependia de evidências.
James Whorton discute esta utilização histórica pejorativa do termo:
Uma forma de ataque verbal usada em retaliação por irregulares foi o uso da palavra "alopatia." […] "Alopatia" e "alopático" foram livremente empregues como termos pejorativos por médicos irregulares do século XIX, e os termos eram considerados altamente ofensivos por aqueles aos quais eram dirigidos. A geral aceitação resignada [do termo] "medicina alopática" pelos médicos de hoje é um indicador de falta de consciência da história do termo e o recente amenizar de relações entre irregulares e alopatas.
A controvérsia à volta do termo pode ser encontrada na sua utilização original durante um debate aceso do século XIX entre os praticantes da homeopatia e aqueles que eles, ridicularizando, chamavam de "alopatas." Hahnemann usava "alopatia" para se referir ao que ele via como um sistema de medicina que combatia a doença usando medicamentos que produziam efeitos em indivíduos saudáveis que eram diferentes (da origem grega allo- "diferente") dos efeitos produzidos pela doença que se estava a tratar. A distinção vem do uso de substâncias na homeopatia que produzem efeitos similares aos sintomas da doença a ser tratada nos doentes (homeo, "similar").
De acordo com uso dado pelos homeopatas, o termo alopatia é sempre referente ao princípio de curar a doença administrando substâncias que produzem outros sintomas (quando tomados por humanos saudáveis) que os sintomas originados pela doença. Por exemplo, parte de um tratamento alopático para a febre poderá incluir a utilização de drogas que reduzem a febre e, ao mesmo tempo, incluir uma droga (um antibiótico por exemplo) que poderá atacar a causa da febre (como uma infecção bacteriológica). Por outro lado, um tratamento homeopático para a febre é aquele que utiliza uma dosagem diluída e agitada de uma substância que na sua forma original iria causar febre a uma pessoa saudável. Hahnemann utilizou este termo para distinguir a medicina que se praticava no seu tempo da sua utilização de doses infinitamente pequenas de substâncias para tratar causas espirituais para doenças.
A Companion Encyclopedia of the History of Medicine declara que "Hahnemann deu um nome generalista à prática corrente, chamando-lhe 'alopatia'. Este termo, embora impreciso, foi empregue pelos seus seguidores ou outros movimentos pouco ortodoxos para identificar os métodos prevalecentes como constituintes de nada mais que uma 'escola' de medicina alternativa, contudo dominante em termos de número de defensores praticantes e pacientes." No século XIX, algumas farmácias rotulavam os seus produtos com a designação de alopático e homeopático.
Contrariamente ao uso actual, Hahnemann reservou o termo "medicina alopática" para a prática de tratar doenças por meio de drogas que induziam sintomas distintos (i.e., nem similar nem oposto) dos da doença. Ele chamou a prática de tratar doenças pelo meio de drogas que produzem sintomas opostos aos do doente de "enantiopática" ou "medicina antipática".
Depois da morte de Hahnemann, o termo "enantipatia" caiu em desuso e os dois conceitos de alopatia e enantiopatia fundiram-se de certa forma. Ambos, porém, indiciam o que Hahnemann pensava sobre a medicina convencional contemporânea e não tanto as ideias que os seus colegas tinham na altura. Os médicos convencionais nunca assumiram que os efeitos terapêuticos das drogas estavam diretamente relacionados com os sintomas que causavam nas pessoas saudáveis: por exemplo, James Lind em 1747 testou meticulosamente várias comidas e substâncias do quotidiano procurando um efeito no escorbuto e descobriu que o sumo de limão era particularmente ativo; ele claramente não seleccionou o sumo de limão porque este causava algum tipo de sintomas num homem saudável, fossem eles similares ou contrários aos sintomas do escorbuto.[carece de fontes?]

## Métodos atuais
O uso do termo continua a ser bastante comum entre os homeopatas e espalhou-se a outras práticas de medicinas alternativas. O significado implícito do rótulo nunca foi aceite pela medicina convencional e ainda é considerado por alguns um termo pejorativo. Recentemente, algumas fontes americanas têm usado o termo "alopático" com a intenção de distinguir nos Estados Unidos os médicos osteopáticos dos médicos convencionais. William Jarvis, um especialista em medicina e saúde pública, afirma que "embora muitas terapias modernas possam ser construídas de acordo com o raciocínio alopático (p.ex. usando um laxante para aliviar a obstipação), a medicina padrão nunca se aliou a um princípio alopático" e o rótulo "alopata" foi "considerado extremamente desapropriado pela medicina normal."
Contudo, muitos tratamentos médicos não se encaixam nesta definição de alopatia, porque procuram prevenir a doença ou remover a causa de uma doença com base na sua etiologia.